# Aldo Falchi (scultore)

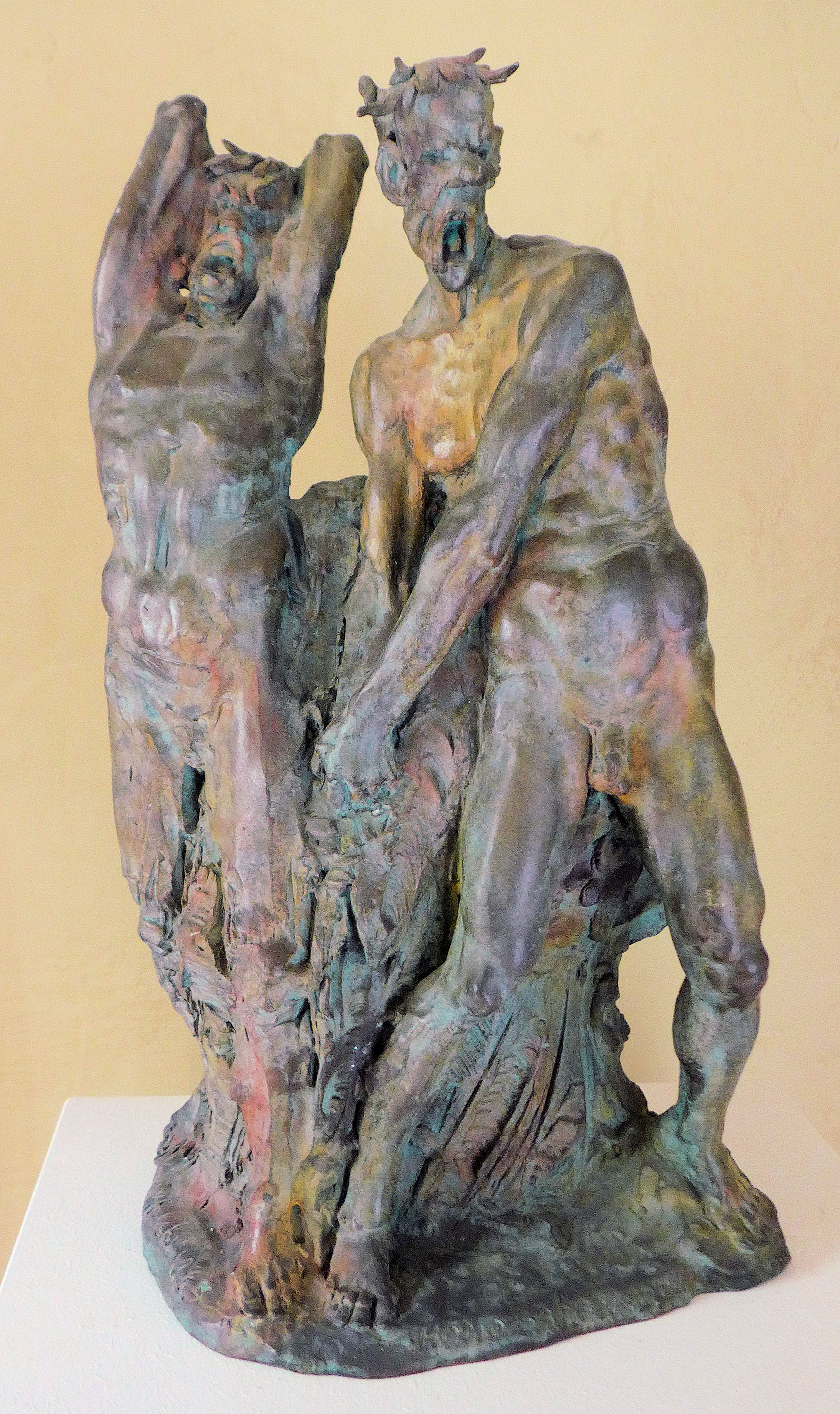
Aldo Falchi, Homo sapiens, 2000, scultura in bronzo, Civica raccolta d'arte di Medole.

Aldo Falchi (Sabbioneta, 30 novembre 1935 – Mantova, 20 agosto 2020) è stato uno scultore italiano.

## Biografia
Figlio del pittore mantovano Paride, vista la sua naturale predisposizione per l'arte figurativa, si trasferì a Milano nel 1954 dove frequentò i corsi serali dell'Accademia di belle arti di Brera e frequentò lo studio del pittore e scultore Remo Brioschi, col quale collaborò alla realizzazione del Monumento alla Resistenza di Reggio Emilia. Dal 1959 si trasferì in Germania, dove collaborò con aziende per la realizzazione di ceramiche artistiche.
La Civica raccolta d'arte di Medole ha dedicato ad Aldo Falchi una sezione della propria raccolta.
Molte sue opere sono conservate in musei e mostre in Italia e all'estero, tra cui: Musei Vaticani, British Museum, Museo Civico di Palazzo Te, Museo diocesano Francesco Gonzaga, Museo d'arte moderna e contemporanea dell'Alto Mantovano (MAM), Museo delle Porcellane Hohenberg an der Eger.

## Riconoscimenti
- "Premio Agrumello" alla carriera, Cremona, 1997.[1]

## Opere
- Monumento alla Resistenza, sculture in bronzo, 1958, Reggio Emilia (in collaborazione con lo scultore Remo Brioschi)[4][1]
- Monumento a Georg Carstensen, scultura in bronzo, 1962, Copenaghen, Giardini di Tivoli[1]
- La natura, scultura in bronzo, 1972, Gazoldo degli Ippoliti, MAM[5]
- Dichiarazione d'Indipendenza, sculture, 1973, Washington, Casa Bianca[1]
- Rigoletto, scultura in bronzo, 1978, Mantova, Casa di Rigoletto[1][6]
- Medaglia a ricordo del restauro del campanile della Basilica di Sant'Andrea di Mantova, 1987[1]
- Busto di Vespasiano I Gonzaga, scultura, 1991, Sabbioneta, Palazzo Ducale[1]
- Rimembranze di Don Giovanni, scultura in bronzo, Museo d'arte moderna e contemporanea dell'Alto Mantovano[7]
- Figura di soldato, monumento-scultura in bronzo, 1997, Sabbioneta, Largo Cavandoli[8]
- I cavalieri dell'Apocalisse, acquarello su carta, 1999, Civica raccolta d'arte di Medole[9]
- Senza titolo, acquarello su carta, 2000, Provincia di Mantova[10]
- Homo sapiens, scultura in bronzo, 2000, Civica raccolta d'arte di Medole[11]

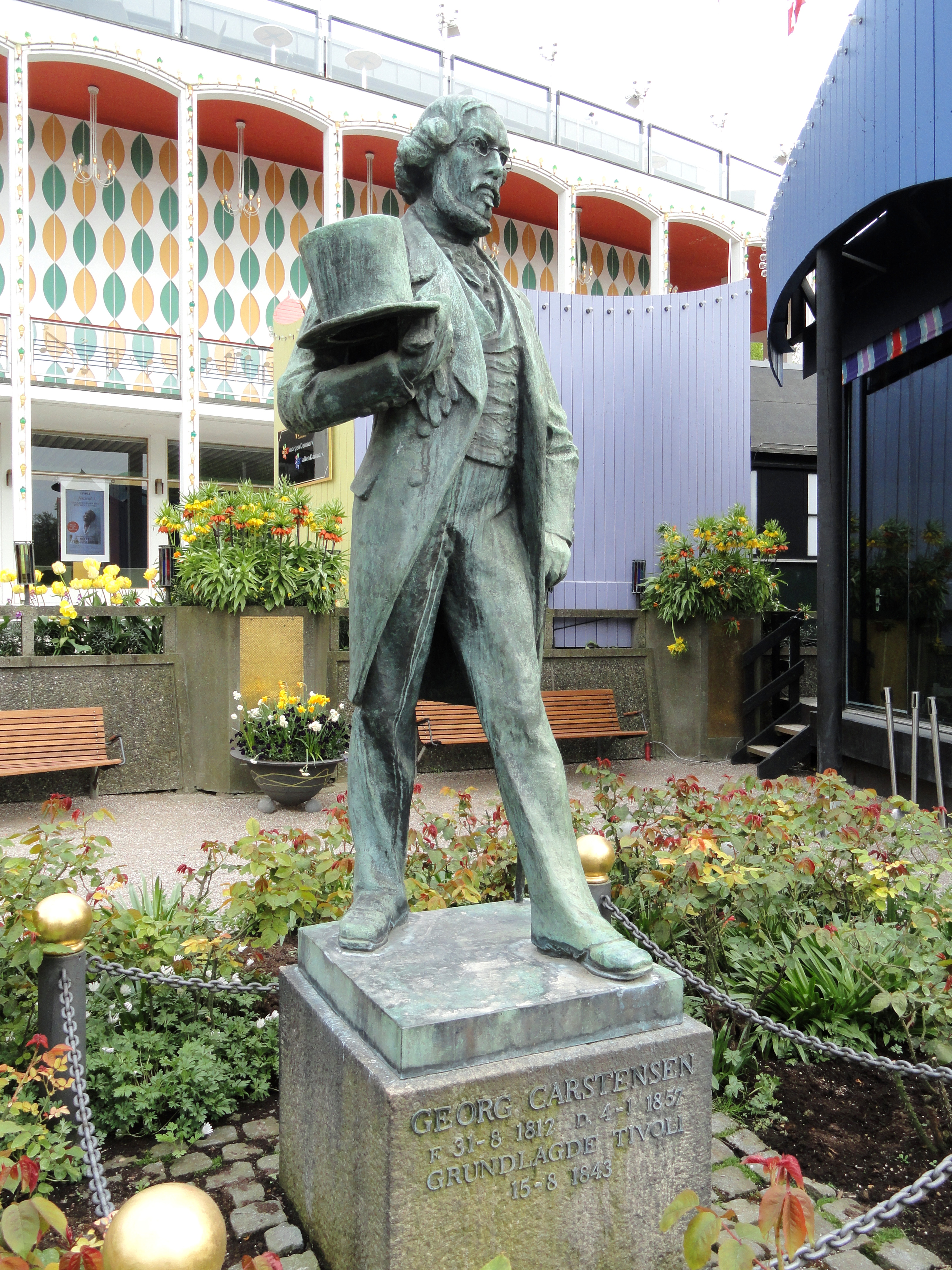
Monumento a Georg Carstensen, scultura in bronzo, 1962, Copenaghen, Giardini di Tivoli
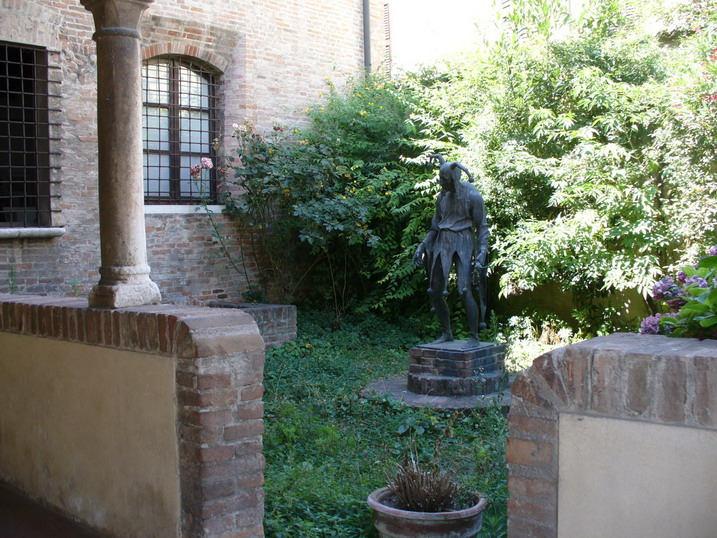
Rigoletto, scultura in bronzo, 1978, Mantova, Casa di Rigoletto
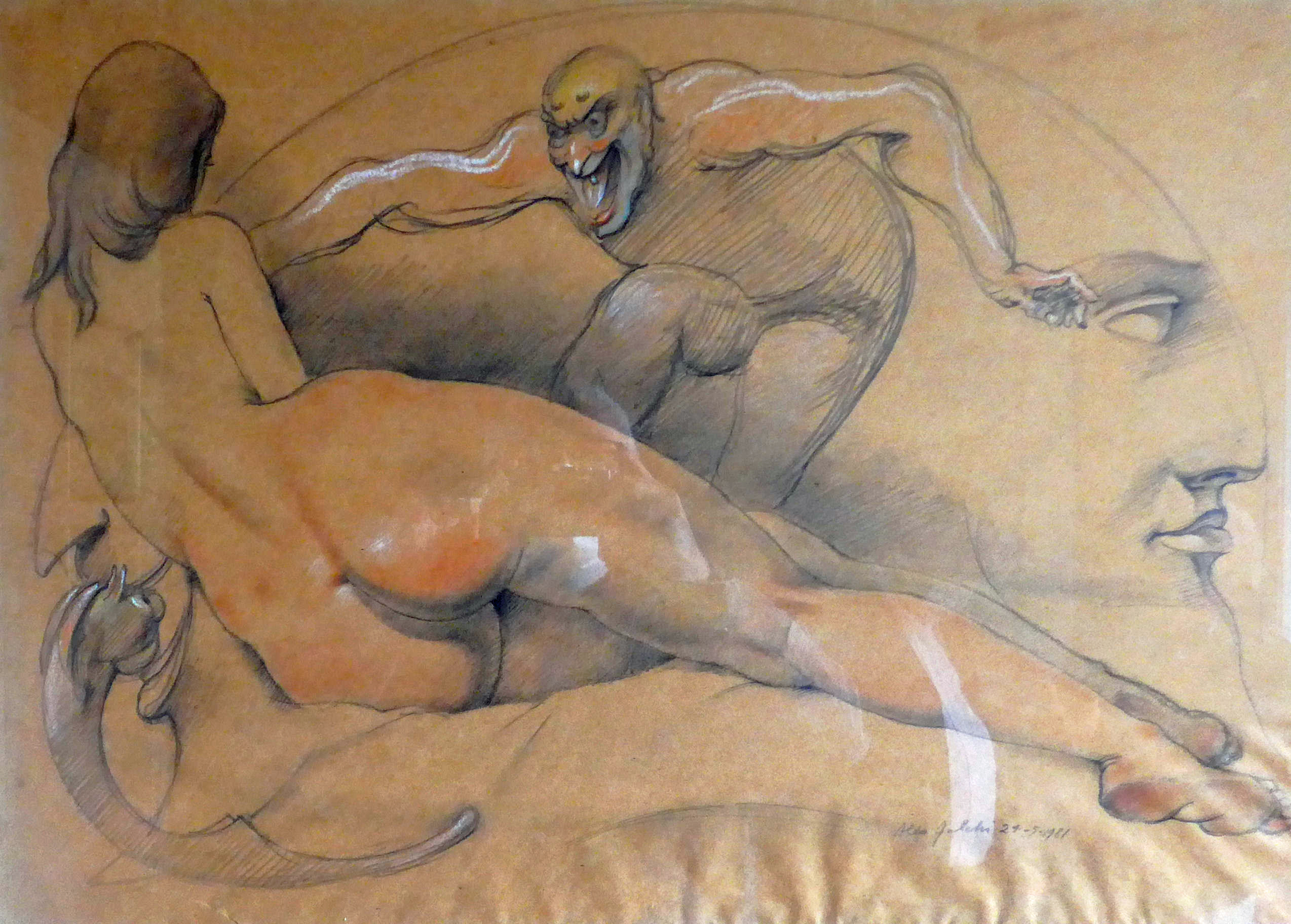
Raptus, 1981, pastello a olio, Civica raccolta d'arte di Medole
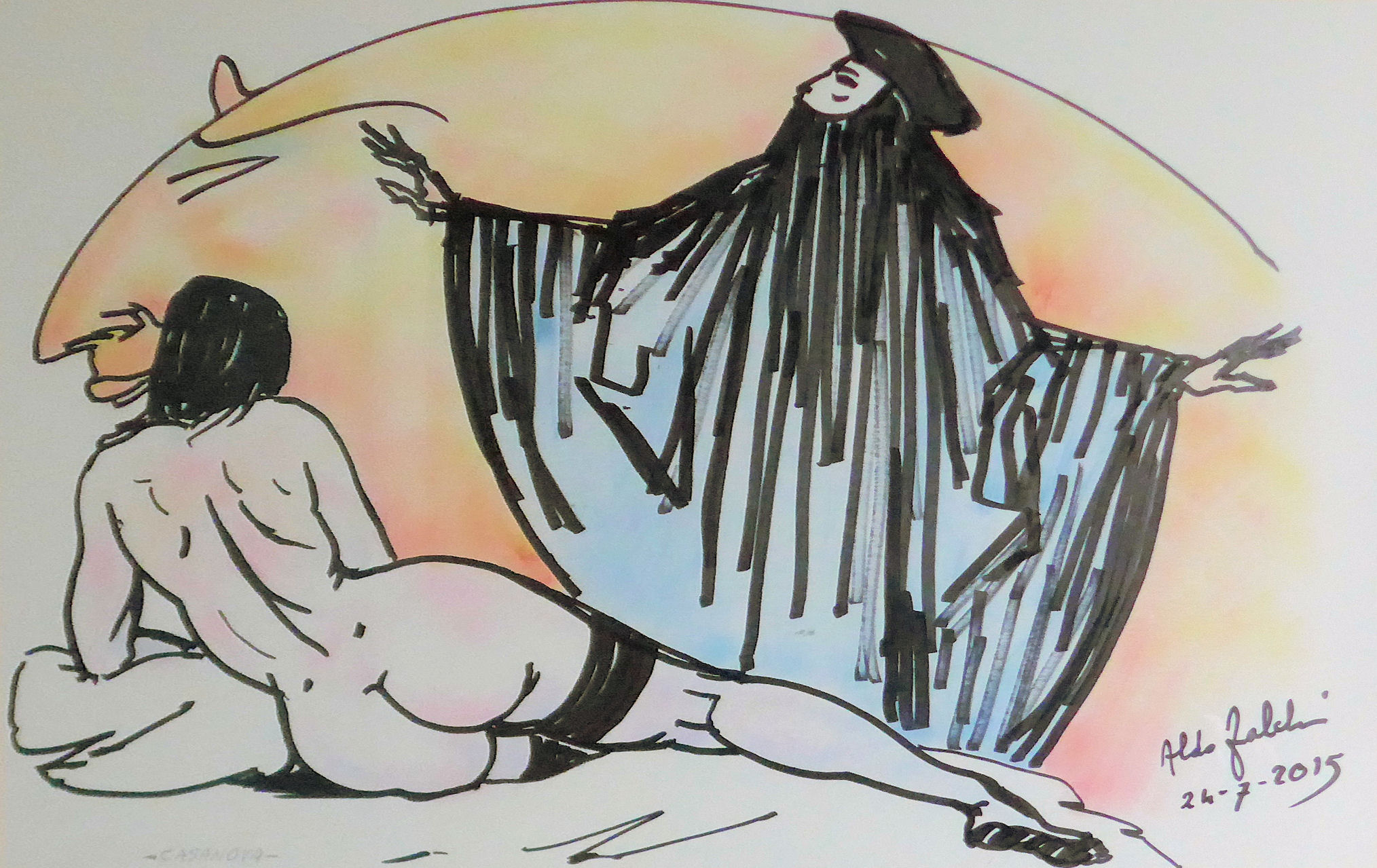
Casanova, 2015, acquarello su carta, Civica raccolta d'arte di Medole